# Mima Mounds
Mima Mounds sind relativ niedrige, hügelartige Erhebungen, die aus losen, ungeschichteten Sedimenten aufgebaut werden. Die natürlich entstandenen Strukturen entsprechen einem sehr mächtigen A-Horizont. Ihre Entstehung ist nach wie vor nicht restlos geklärt, obwohl mehrere Erklärungsansätze bestehen.

## Etymologie
Die Mima Mounds bzw. Mima-Hügel wurden nach der Mima Prairie im Thurston County im US-amerikanischen Bundesstaat Washington benannt. Sie bilden mittlerweile das Mima Mounds Natural Area Preserve.

## Beschreibung

Mima Mounds bei Olympia, Washington

Die einzelnen Hügel der Mima Mounds erreichen Durchmesser von 3 bis 50 Meter. In ihrer Höhe variieren sie von 30 bis mehr als 200 Zentimeter. In ihrem Grundriss sind sie kreisförmig bis oval, ihr Aufriss ist domartig gewölbt oder auch oben abgeflacht. Mima Mounds treten vorwiegend vergesellschaftet auf, wobei ihre Anordnungen natürliche Muster bilden. Bis zu 50 Hügel können auf einen Hektar zu liegen kommen. In ihrem Inneren bestehen Mima Mounds aus losen, ungeschichteten, sandigen, manchmal auch kiesfraktionellen Ablagerungen, unter die zersetztes, organisches Material beigemischt ist.

## Internaufbau
Profile durch Mima Mounds in Washington legen an den Tag, dass die Hügel unter einer beschützenden Oberflächenlage aus Prairiegras hauptsächlich aus einer Mischung von losem Sand, Feinkies und zersetztem Pflanzenmaterial bestehen. Manchmal werden auch komplexe Bodenprofile angetroffen mit einem A-Horizont aus schwarzem, sandigem Lehm (dessen Holzkohlegehalt auf Brandrodungen zurückzuführen ist), einem B-Horizont aus kiesig-sandigem Lehm und einem C-Horizont aus betont kiesigem Sandlehm.
Bei den pimple mounds wurde folgendes Profil angetroffen: Hier liegt unter überdurchschnittlich dicken A- und E-Horizonten aus Lehm und Sand ein flacher, manchmal auch deutlich abgesackter B-Horizont aus Ton.

## Entstehung
Als Erklärung für den Entstehungsprozess wurden verschiedene Ansätze vorgebracht:
- Wühltätigkeit von Taschenratten,
- Akkumulation als Nabkas,
- Seismisch bedingte Bodenerschütterungen,
- Quell- und Schrumpfungsprozesse tonreicher Lagen.

### Wühltätigkeit von Taschenratten
Laut dieser Theorie entstanden die Mima Mounds durch die Bioturbation von Taschenratten. Untersuchungen im Jahr 1940 ergaben, dass die Hügel vorwiegend in Landstrichen mit schlecht entwässernden Böden auftreten. Demnach warfen Generationen von Taschenratten die Hügel auf, um über dem Grundwasserspiegel im Trockenen zu verbleiben.
Als Gegenargument mag vorgebracht werden, dass die Taschenratten die Strukturen nicht selbst erbauten, sondern sich nur in ihnen aufhielten. Implantierte Metalldetektoren in einem Hügelfeld bei San Diego konnten 1987 nachweisen, dass Taschenratten sehr wohl Bodenverschiebungen in Richtung Hügelmitte verursachten. Und 2013 stellte eine Studie fest, dass die charakteristische Oberflächenausbreitung eines Hügels sehr gut mit dem individuellen Aktionsradius von Taschenratten übereinstimmt.
Auch wurden die Ergebnisse aus der Implantationsstudie in ein Rechenmodell eingegeben, welches die Wühltätigkeit der Taschenratten simuliert. Die Simulation ergab, dass sich erst nach hunderten von Jahren die Hügel allmählich abzuzeichnen begannen – möglicherweise der Grund, warum bisher noch niemand das Entstehen eines Mima-Hügels beobachten konnte. Diese sehr langsamen Wachstumsraten und die sich abzeichnenden räumlichen Verteilungsmuster stimmen sehr gut mit den tatsächlichen Geländebeobachtungen überein.

### Akkumulation als Nabkas
Eine andere Theorie erklärt die Entstehung der verwandten pimple mounds und prairie mounds als äolischen Ursprungs. Demzufolge akkumulieren die Hügel als Nabkas (im Englischen auch coppice dunes) im Windschatten von Vegetationsbüscheln. Beruhend auf Korngrößenanalysen und OSL-Altern von pimple mounds im zentralen Süden der USA konnten Seifert u. a. nachweisen, dass die Hügel aus vom Wind verfrachteten Sedimenten aufgebaut waren, welche sich während Trockenheitsperioden des ausgehenden Holozäns angesammelt hatten. Trotz ihrer morphologischen Ähnlichkeit mit den Mima Mounds der nordwestlichen USA dürften pimple mounds somit einem grundsätzlich verschiedenen Entstehungsprozess entstammen.

### Seismisch bedingte Bodenerschütterungen
Laut dem Geologen Andrew Berg sind Mima Mounds und pimple mounds auf seismisch bedingte Bodenerschütterungen zurückzuführen. Er bedient sich hierbei des analogen Phänomens vibrierender Oberflächen. So konzentrieren beispielsweise rüttelnde Kreissägetische ganz spontan Sägespäne in kleinen Anhäufungen, die in ihrer Anordnung den Mima Mounds sehr ähneln.
Ferner vermutet Berg, dass Mima Mounds nur in Erdbebenzonen anzutreffen sind, deren Böden instabil sind. So fand an der Typlokalität vor zirka 1000 Jahren ein größeres Erdbeben statt.
Gegen diese Theorie ist einzuwenden, dass sich seit Bildung der Hügel weltweit zahllose Beben ereignet haben, jedoch nirgendwo Mima Mounds entstanden. Seit Einstellung der Pflügearbeiten im Carrizo Plain in Kalifornien sind Mima Mounds langsam wieder aufgetaucht, jedoch vollständig ohne Erdbebeneinwirkung.

### Quell- und Schrumpfungsprozesse tonreicher Lagen
Das Quell/Schrumpf-Modell lehnt sich an die gängige Erklärung der verwandten Gilgai an, welche in der Regel von Tonböden unterlagert werden. Die Basis der Mima Mounds besteht ihrerseits aus quellfähigen Lehmböden.

## Vorkommen

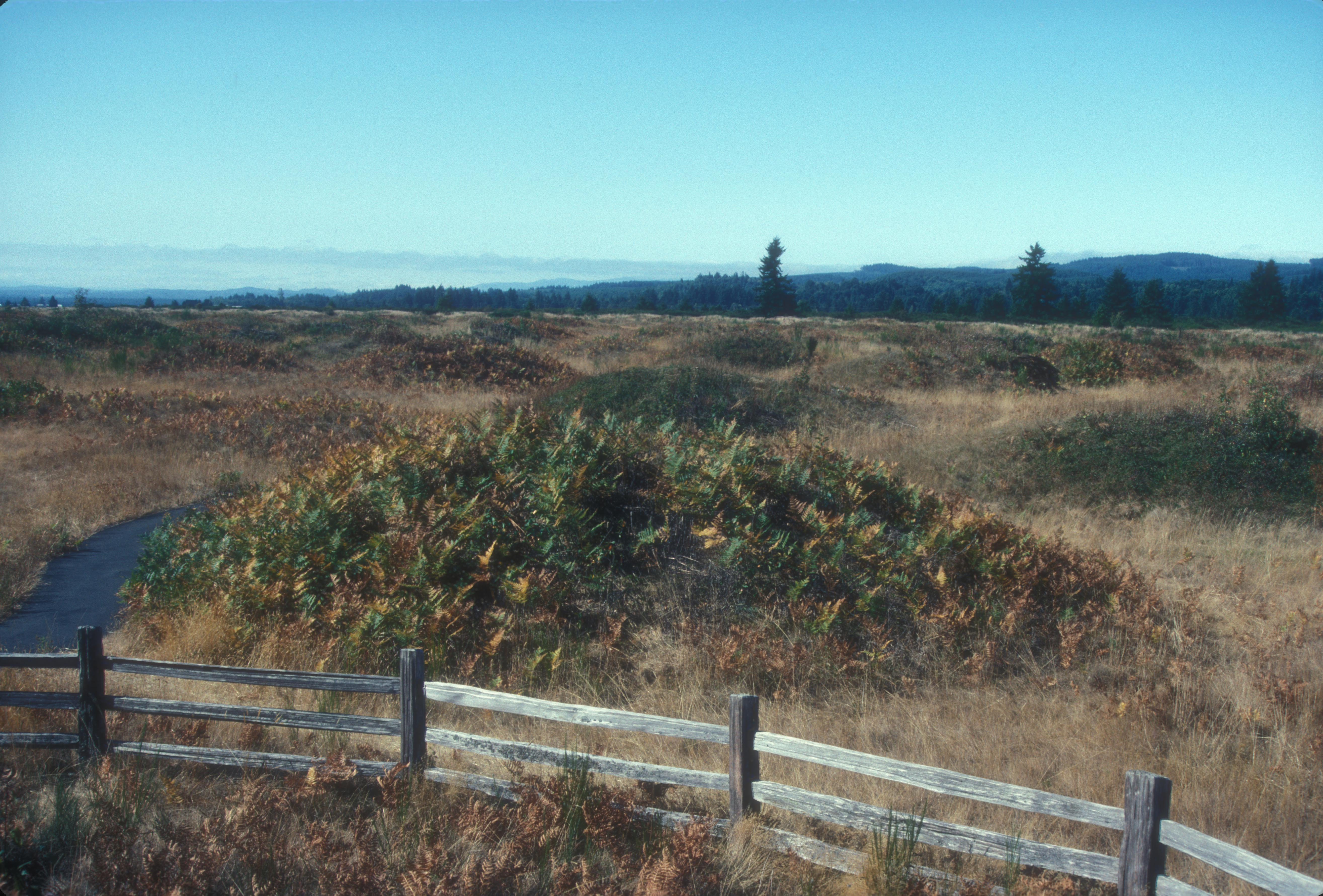
Mima Mounds

Die Mima Mounds sind nicht auf den Nordwesten der Vereinigten Staaten beschränkt. Ähnliche Strukturen werden in anderen Teilen Nordamerikas als vernal pools, prairie mounds oder pimple mounds bezeichnet. Verwandt dürften auch die wesentlich flacheren Feenkreise Südafrikas, die Heuweltjies der südwestlichen Kapprovinz und generell die Gilgais sein.
Die zu der Landschaft der vernal pools zählenden hogwallow mounds finden sich in einem Gürtel, der sich vom südlichen Zentralteil Oregons über Nordkalifornien bis zur Westküste Kaliforniens und dann von San Diego bis in die Baja California erstreckt. Die prairie mounds treten in einem Nord-Südgürtel auf, der in den Great Plains vom zentralen Wyoming durch Colorado nach dem Norden New Mexicos verläuft. Die pimple mounds beschränken sich auf den Osten von Texas und das angrenzende Louisiana, auf den Südosten Oklahomas und den Süden Missouris.
Isolierte Vorkommen von Mima Mounds bestehen in Iowa, im Osten North Dakotas und im Nordwesten Minnesotas.